# DAF LF
DAF LF là dòng xe tải hạng nhẹ/trung được sản xuất bởi Leyland Trucks, nhà sản xuất đến từ Anh Quốc. Mẫu xe này là phiên bản cải tiến từ mẫu Leyland Roadrunner năm 1984.
LF45 và LF55 được trang bị động cơ Cummins B Series. Các phiên bản thông thường của LF45 sử dụng động cơ 4 xi-lanh, còn LF45 được sửa đổi để trở thành xe chở rác và xe bồn chân không sẽ sử dụng động cơ 6 xi-lanh và tất cả các mẫu LF55 đều sử dụng động cơ 6 xi-lanh do kích thước và trọng tải lớn. Dòng LF có thiết kế cabin chung với Renault Midlum và Volvo FL. Chúng cũng là nền tảng cho các xe tải hạng trung của Kenworth và Peterbilt.
DAF LF đã giành giải thưởng International Truck of the Year năm 2002. Vào năm 2024, dòng DAF LF ngừng sản xuất và chúng được thay thế bởi dòng DAF XB.

## LF Hybrid
Vào tháng 9 năm 2010, DAF đã giới thiệu phiên bản hybrid của LF45 tại triển lãm IAA 2010 ở Hannover. Năng lượng cho động cơ điện được cung cấp bởi 96 cell pin lithium-ion, 3,4 Volt cho một cell pin, tổng trọng lượng lên đến 100 kg. Bộ pin cho phép xe tải chạy được khoảng 2 km trước khi ngắt động cơ diesel và có thể tái tạo lại năng lượng từ phanh để sử dụng lại.

## Hình ảnh

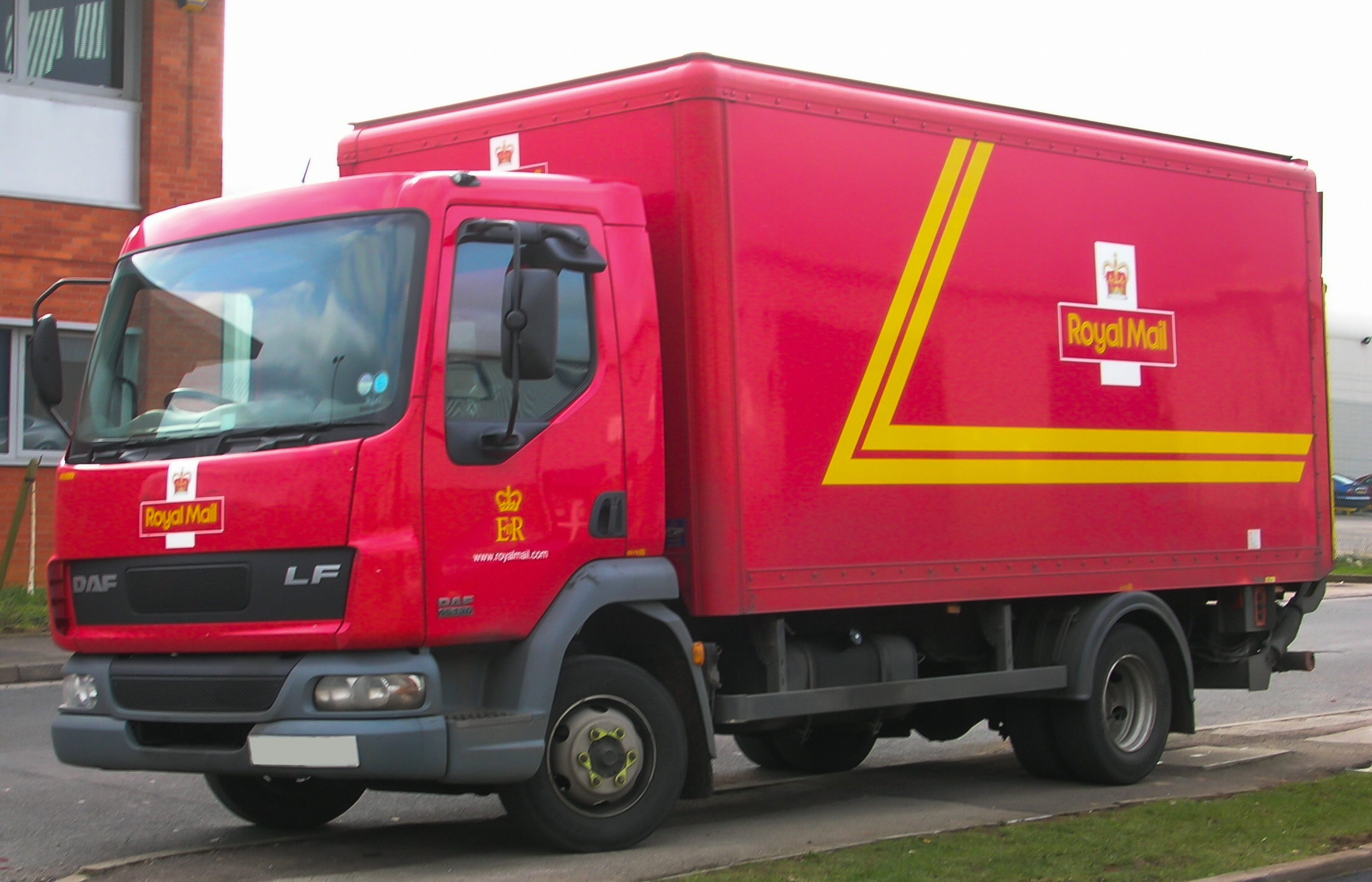
DAF LF 2005
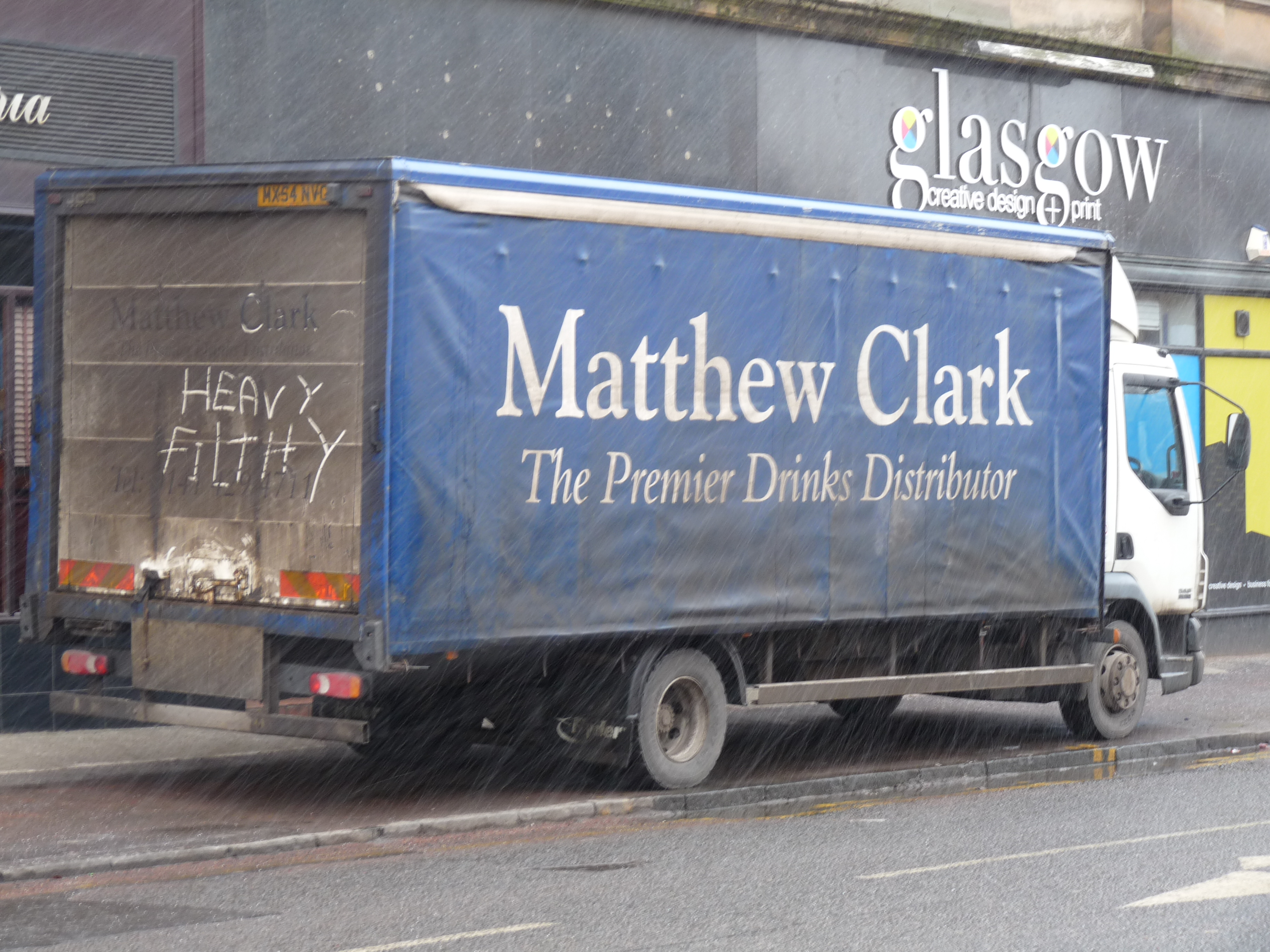
Phía sau của DAF LF
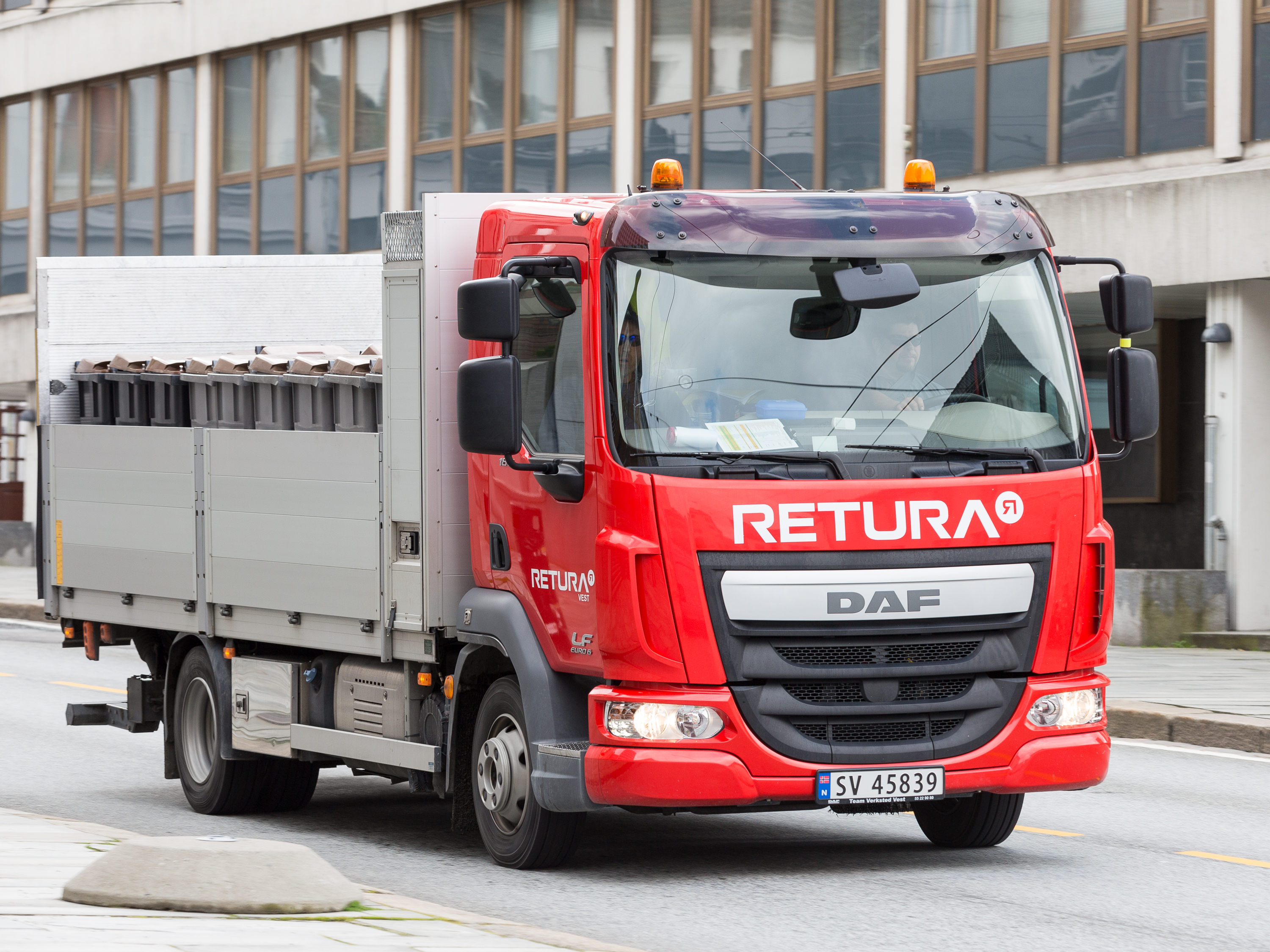
DAF LF Euro (phiên bản năm 2013)